# Rana italica
La rana appenninica (Rana italica Dubois, 1987) è una rana della famiglia Ranidae, endemica dell'Italia.

## Distribuzione
È una specie endemica dell'Appennino, dalla Liguria centrale alla Calabria. Nella Penisola Balcanica (Jugoslavia centrale e Bulgaria meridionale) è presente la Rana greca, riconosciuta recentemente specie distinta mediante sia studi morfologici su adulti e larve sia biochimici.

## Descrizione
Dimensioni fino a 7 - 7,5 cm, colorazione in genere rossastra, può variare da beige chiaro, marrone giallastro o verdastro. Gola di colore scuro con al centro una linea irregolare chiara, ai lati del muso dietro gli occhi ci sono due striature scure. Sul dorso possono esserci piccoli punti neri o a volte un disegno scuro come una V capovolta. Zampe lunghe ma che non superano il muso se distese in avanti, pliche dorsali ben distanziate, sulle zampe posteriori ventralmente sono presenti dei granuli perlacei.

## Specie simili
È più piccola e con zampe più corte rispetto alla Rana graeca. Può venir confusa con la Rana temporaria. Le differenze sono nelle narici (la distanza tra loro è maggiore di quella tra narice e occhio), hanno inoltre zampe posteriori più "ruvide" cioè con più granuli biancastri e il timpano è poco distinto. Può essere confusa anche con la Rana agile Rana dalmatina. Un modo semplice per identificare la specie è il seguente: dopo aver catturato un esemplare stendere le zampe posteriori in avanti parallelamente al muso, la Rana agile ha zampe più lunghe che superano il muso ciò non avviene invece nella Rana italica.

## Biologia
Si trova per lo più presso ruscelli freddi in collina o in montagna e in zone boscose ma anche in grotte umide, lavatoi, abbeveratoi o lungo i corsi dei fiumi. È solita restare nei pressi dell'acqua, pronta a tuffarsi in caso di allarme. Durante l'inverno molti individui vanno ad ibernarsi sotto le radici degli alberi: per questo sono anche conosciute come "rane di terra". Come tutte le altre rane, è un predatore opportunista, anche se la maggior parte della sua dieta è composta da invertebrati.

### Voce
Il maschio vocalizza soltanto sott'acqua, perciò è generalmente necessario l'uso di un idrofono per udirne il canto. In rari casi, tuttavia, emette suoni udibili se si trova appena sotto la superficie. La rana appenninica ha un repertorio composto da tre diversi tipi di canto: un suono basso e prolungato simile a un "grongron" ripetuto, un suono modulato "squack" e, più raramente, emette un suono "uh" molto breve.